# Carbonado
Carbonado, thường được gọi là kim cương đen, là hình thức cứng nhất của kim cương tự nhiên. Nó là một dạng không tinh khiết của kim cương đa tinh thể bao gồm kim cương, than chì và carbon vô định hình.  Nó được tìm thấy chủ yếu ở các bãi bồi phù sa ở Cộng hòa Trung Phi và ở Brazil. Màu tự nhiên của nó là đen hoặc xám đen, và nó xốp hơn các viên kim cương khác.

## Thuộc tính bất thường
Kim cương carbonado thường là tập hợp xốp cỡ hạt đậu hoặc lớn hơn của nhiều tinh thể đen nhỏ. Các loại carbon đặc trưng nhất chỉ được tìm thấy ở Cộng Hòa Trung Phi và Brazil, không có nơi nào liên quan đến kimberlite, nguồn gốc của kim cương đá quý điển hình. Các phân tích đồng vị chì đã được giải thích là tài liệu về sự kết tinh của carbon khoảng 3 tỷ năm trước. Các carbonados được tìm thấy trong đá trầm tích trẻ hơn.
Các hạt khoáng chất có trong kim cương đã được nghiên cứu rộng rãi để tìm manh mối về nguồn gốc kim cương. Một số kim cương điển hình có chứa các khoáng vật lớp phủ thông thường như pyrope và forsterite, nhưng các khoáng vật lớp phủ như vậy đã không được quan sát thấy trong carbonado. Ngược lại, một số carbon chứa vùi khoáng chất đặc trưng của vỏ Trái đất; các thể vùi không nhất thiết thiết lập sự hình thành của kim cương trong lớp vỏ, nhưng bởi vì trong khi các vùi tinh thể rõ ràng xảy ra trong các lỗ chân lông phổ biến trong carbonados, chúng có thể đã được đưa vào sau khi hình thành carbonado. Các vùi của các khoáng chất khác, hiếm hoặc gần như không có trong vỏ Trái đất, được tìm thấy ít nhất một phần được kết hợp trong kim cương, không chỉ trong lỗ chân lông: trong số các khoáng chất khác là các khoáng chất có thành phần Si, SiC và Fe - Ni. Không có khoáng chất áp suất cao đặc biệt, bao gồm cả đa hình carbon hình lục giác, lonsdaleite, đã được tìm thấy dưới dạng vùi trong carbon mặc dù các vùi này có thể được dự kiến nếu carbon hình thành bởi tác động của thiên thạch.
Các nghiên cứu về đồng vị đã mang lại thêm manh mối về nguồn gốc carbonado. Giá trị đồng vị carbon rất thấp (ít carbon ‑ 13 so với carbon ‑ 12, so với kim cương thông thường).
Carbonado thể hiện phát quang mạnh (phát sáng quang và cathodoluminescence) gây ra bởi nitơ và bằng cách tuyển dụng hiện có trong mạng tinh thể. Halos phát quang có mặt xung quanh các vùi phóng xạ, và có ý kiến cho rằng sự phá hủy bức xạ xảy ra sau khi hình thành các carbon,  một quan sát có lẽ phù hợp với giả thuyết bức xạ được liệt kê dưới đây.

## Các lý thuyết về nguồn gốc
Nguồn gốc của carbonado đang gây tranh cãi và một số giả thuyết được đề xuất như sau:
1. Chuyển đổi trực tiếp carbon hữu cơ trong điều kiện áp suất cao trong lòng Trái đất, giả thuyết phổ biến nhất cho sự hình thành kim cương
2. Biến thái gây sốc do tác động của thiên thạch trên bề mặt Trái đất
3. Sự hình thành kim cương do bức xạ gây ra bởi sự phân hạch tự nhiên của urani và thori
4. Sự hình thành bên trong một ngôi sao khổng lồ thế hệ trước trong khu vực của chúng ta, từ lâu đã phát nổ trong một siêu tân tinh.
5. Một nguồn gốc trong không gian giữa các vì sao, do tác động của một tiểu hành tinh, thay vì bị ném từ bên trong một ngôi sao đang nổ tung.

Không có giả thuyết nào trong số các giả thuyết về sự hình thành carbonado đã được chấp nhận rộng rãi trong các tài liệu khoa học vào năm 2008

## Giả thuyết nguồn gốc ngoài trái đất
Những người ủng hộ nguồn gốc carbon ngoài trái đất đề xuất rằng nguồn nguyên liệu của chúng là siêu tân tinh xảy ra ít nhất 3,8 tỷ năm trước.  Sau khi kết lại và trôi dạt ngoài vũ trụ trong khoảng một tỷ rưỡi năm, một khối lượng lớn rơi xuống trái đất như một thiên thạch cách đây khoảng 2,3 tỷ năm. Nó có thể bị phân mảnh trong quá trình xâm nhập vào bầu khí quyển của Trái đất và bị ảnh hưởng ở một khu vực mà sau đó sẽ tách ra thành Brazil và Cộng hòa Trung Phi, hai địa điểm duy nhất được biết đến của các mỏ carbonado.